# Anatolské národy

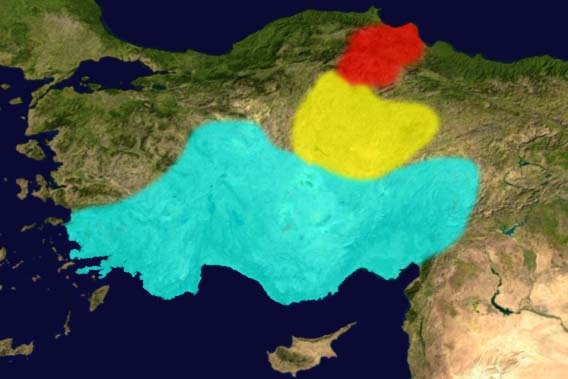
Rozšíření anatolských jazyků v 2. tisíciletí př. n. l., luvijština modře, chetitština žlutě, palajština červeně.

Anatolci byli indoevropsky mluvící národy Anatolského poloostrova v dnešním Turecku, označované podle užívání anatolských jazyků. Patřily k nejstarším indoevropským etnolingvistickým skupinám a taktéž k nejarchaičtějším, protože Anatolci patřili k prvním indoevropským národům, které se oddělily od praindoevropského společenství, které dalo vzniknout jednotlivým indoevropským národům.
K anatolským národům náleželi především:
- Chetité
- Luvijci
- Lýdijci
- Palajci

## Anatolské náboženství
Nejstarší náboženské dějiny regionu, dalece předcházející příchodu indoevropských populací, jsou spojeny především s nálezy z neoliticko-chalkolitického naleziště Çatal Hüyük (cca 7500 až 5700 př. n. l.) a naleziště Alaca Hüyük a Horoztepe (cca 2400 až 2200 př. n. l.) doby bronzové. V Kültepe pak byla okolo roku 1900 př. n. l. založena asyrská obchodní stanice, která zprostředkovala vliv mezopotámského náboženství. Centrální oblasti Malé Asie byly v té době obývány především Chattijci, ale od konce počátku 2. tisíciletí do nich pronikaly indoevropsky mluvící populace Anatolců a od Urmijského jezera Churrité.
Naše znalosti anatolského náboženství vychází především z archivů chetitského hlavního města Chattušaš objevených v roce 1907, které mohly být studovány díky rozluštění chetitštiny v letech 1916 a 1917 Bedřichem Hrozným. Kromě písemných pramenů patří k pramenům také archeologické nálezy, jejichž interpretace je často nejistá.

### Panteon

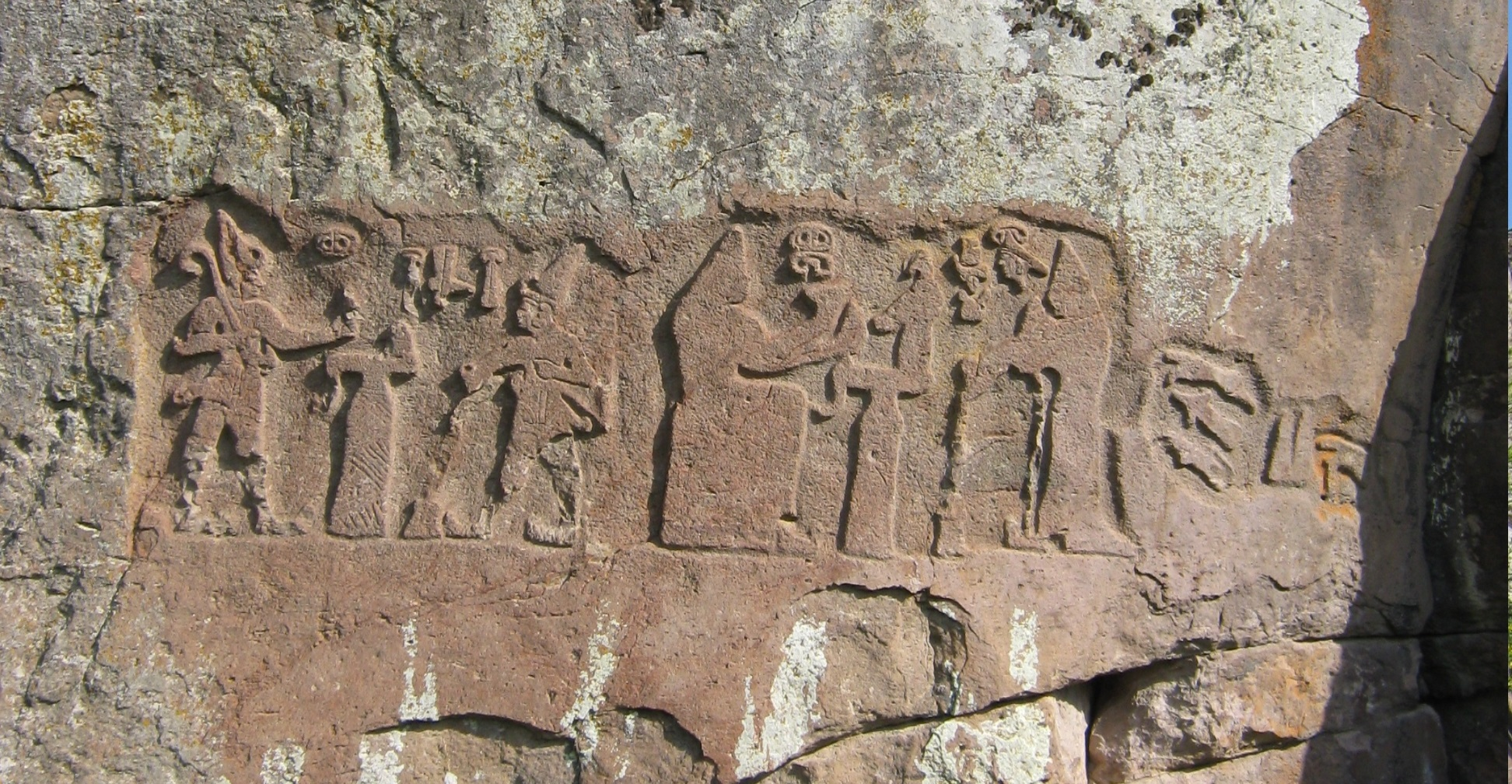
Hattušili III. a Puduhepa obětují Tarhunnovi a Hepat, Fıraktinský reliéf.

Všechny hlavní anatolské populace: Chattijci, Churrité a jednotlivé anatolské národy, měly vlastní jména pro božstva, která měla odlišná kultovní centra, a ta byla chápána jako samostatné entity. V některých případech jsou v písemných pramenech užívány namísto jmen logogramy, s významy jako „bůh bouře“ nebo „sluneční bohyně“. V tomto duchu je známo například mnoho odlišných bohů počasí jako bůh počasí blesku, bůh počasí mraků, bůh počasí deště, bůh počasí paláce, bůh počasí královské osoby, bůh počasí žezla nebo bůh počasí armády. V ikonografii se však zdá, že různá božstva stejné či podobné funkce často sdílela stejný způsob vyobrazení. Bohové byly chápáni jako páni smrtelníků, kteří žijí ve svých chrámech a jejichž uctívači jsou povinni je živit, šatit, mýt a bavit. V případě jejich hněvu mohli negativně ovlivnit život na zemi.
Nejvýznamnějším božstvem byl bůh počasí či bouře, který byl jako „bůh počasí města Chatti“ hlavou panteonu Chetitské říše, patronem královské funkce, který přinášel vítězství v bitvě a byl spojován s býkem. Jeho anatolským jménem bylo Tarhunna, chatijským Taru a churritským Tešub. Jeho družkou byla sluneční bohyně města Arinna, chetitsky zvaná Arinniti, chattijsky Wurusemu a churritsky Hepat. Zdá se, že původně měla podsvětní charakter a může být spojena se „sluneční bohyní země“, snad totožnou s bohyní Lelwani. Chetitský král a královna byli velekněžími dvojice Tarhunny a Arinniti. K dětem tohoto páru patří bůh počasí města Nerik, bohyně Mezzulla a Hulla a synem boha počasí města Chatti byl také bůh známý pod chattijským jménem Telepinu a churritským jménem Šarruma.
Kromě sluneční bohyně města Arinna byl znám také bůh slunce ve vodách, chetitsky nazývaný Istanu, což je výpůjčka z chattijského jména Estan, luvijsky Tiwat a churritsky Šimegi. Málo zmiňovaný je bůh měsíce, zvaný chetitsky a luvijsky Arma, churritsky Kušuch. Pod logogramem KAL se nejspíše skrývá bůh lovu známý pod jmény Kurunda, Tuwata, Ruwata a Runda. Pod logogramem ZABABA se skrývá bůh války, zvaný chattijsky Wurunkatti „král země“ a churritsky Hesui. Logogram IŠTAR označuje chetitskou bohyni války a lásky, ochránkyni krále Hattušiliho III., churritsky zvanou Šauška. Mateřská bohyně byla známa pod chetitským jménem Channa-channa. Kromě těchto větších božstev bylo známo také mnoho menších, duchů hor, pramenů a řek a také zbožštělých králů a královen.